# Martin Brendel
Otto Rudolf Martin Brendel (* 12. August 1862 in Niederschönhausen bei Berlin; † 6. September 1939 in Freiburg im Breisgau) war ein deutscher Astronom.

## Leben und Werk
Nachdem er 1883 das Abitur absolviert hatte, führte ihn sein folgendes Studium der Mathematik und Astronomie nach Berlin, München, Stockholm, Paris und London. 1890 erhielt er seinen Doktorgrad. Im Winter 1891/92 unternahm er mit Otto Baschin eine Expedition nach Bossekop am Altafjord (Norwegen), um magnetische Messungen und Polarlichtbeobachtungen durchzuführen. Hier am 70. Breitengrad gelangen ihnen am 1. Februar 1892 die ersten bekannten Fotografien des Nordlichts. Nach einer Zwischenstation in Potsdam legte er 1892 die Habilitation im Fach Astronomie in Greifswald ab und lehrte dort als Privatdozent. 1898 wurde er außerordentlicher Professor für theoretische Astronomie und Geodäsie in Göttingen. 1907 wurde er nach Frankfurt am Main an die Akademie für Sozial- und Handelswissenschaften berufen, um dort die Fächer Mathematik und Versicherungswissenschaften zu lehren.
1908 wurde ihm dort vom Physikalischen Verein die Leitung der Sternwarte übertragen. Mit der Eröffnung der Universität Frankfurt wurden 1914 die Akademie für Sozial- und Handelswissenschaften sowie alle Institute des Physikalischen Vereins, bei denen Brendel bis dahin tätig gewesen war, Teil der Universität. Brendel erhielt eine Professur für Astronomie und Versicherungsmathematik und wurde (bzw. blieb) Direktor der Sternwarte und des Seminars für Versicherungswissenschaften. Diese Professur hatte er bis zu seiner Emeritierung im Jahre 1927 inne. Daneben leitete er das 1913 gegründete Planeteninstitut. Außerdem nahm er in den Jahren 1920 bis 1922 zusätzlich noch einen Lehrauftrag für Versicherungswissenschaften an der Universität Gießen wahr. In Frankfurt war er Mitglied der Freimaurerloge Goethe und zeitweise deren Meister vom Stuhl.
Sein Hauptarbeitsgebiet war die Himmelsmechanik, eines der komplexesten Themen überhaupt. Spezialisiert hatte er sich dabei auf die Bahnbestimmung von Asteroiden. Neben der theoretischen Astronomie beschäftigte er sich aber auch mit astronomischen Beobachtungen, insbesondere von Asteroiden, Kometen und Doppelsternen. Außerdem konstruierte er eine rotierende Kamera zur Photometrie heller Sterne.
Er entwickelte die „Theorie der Kleinen Planeten“ und gab in der Zeit von 1898 bis 1911 ein entsprechendes vierteiliges Werk heraus. Bereits 1894 erhielt er dazu von der Pariser Akademie der Wissenschaften den Damoseau-Preis. 1904 wurde Brendel zum Mitglied der Leopoldina berufen. Der Asteroid (761) Brendelia ist nach ihm benannt.